# Everswinkel
Everswinkel település Németországban, azon belül Észak-Rajna-Vesztfália tartományban. Lakosainak száma 9797 fő (2023. december 31.). Everswinkel Warendorf, Telgte és Sendenhorst községekkel határos.

## Népesség
A település népességének változása:
| Lakosok száma | 5730 | 9583 | 9691 | 9666 | 9634 | 9733 | 9797 |
|               | 1975 | 2015 | 2017 | 2019 | 2021 | 2022 | 2023 |